# Nova Ibiá
Nova Ibiá é um município brasileiro do estado da Bahia.